# Organofosfat
Organofosfat (benämns ibland OP) är föreningar där fosfor, kol och väte ingår.   Många av de viktigaste biokemikalierna är organiska fosfater, inklusive DNA och RNA samt många kofaktorer som är essentiella för liv. Termen används ofta underförstått på de föreningar som blockerar enzymet kolinesteras, dessa används som insekticider och nervgas. Organiska fosfater är långt utbredda i lösningsmedel, mjukgörare och EP-additiv.
En studie 2010 i USA och Kanada har funnit att organisk fosfatexponering är associerad med en ökad risk för ADHD hos barn. Forskarna analyserade nivåerna av organiska fosfatrester i urinen hos mer än 1100 barn i åldern 8 - 15 år , och fann att de med de högsta nivåerna av "dialkyl"-fosfater, vilka är nedbrytningsprodukter av organiska fosfatpesticider, också hade den högsta nivån av ADHD. Sammanlagt fann man en 35% ökad risk för att utveckla ADHD med varje 10-faldig förhöjning i urinkoncentrationen av bekämpningsmedelsrester. Effekten kunde även ses vid låg exponering: barn som hade någon detekterbar ovan-medelnivån av bekämpningsmedel metabolit i sin urin hade dubbelt så stor risk som de med icke detekterbara nivåer att uppvisa ADHD-symptom.